# Jean-Pierre Wimille

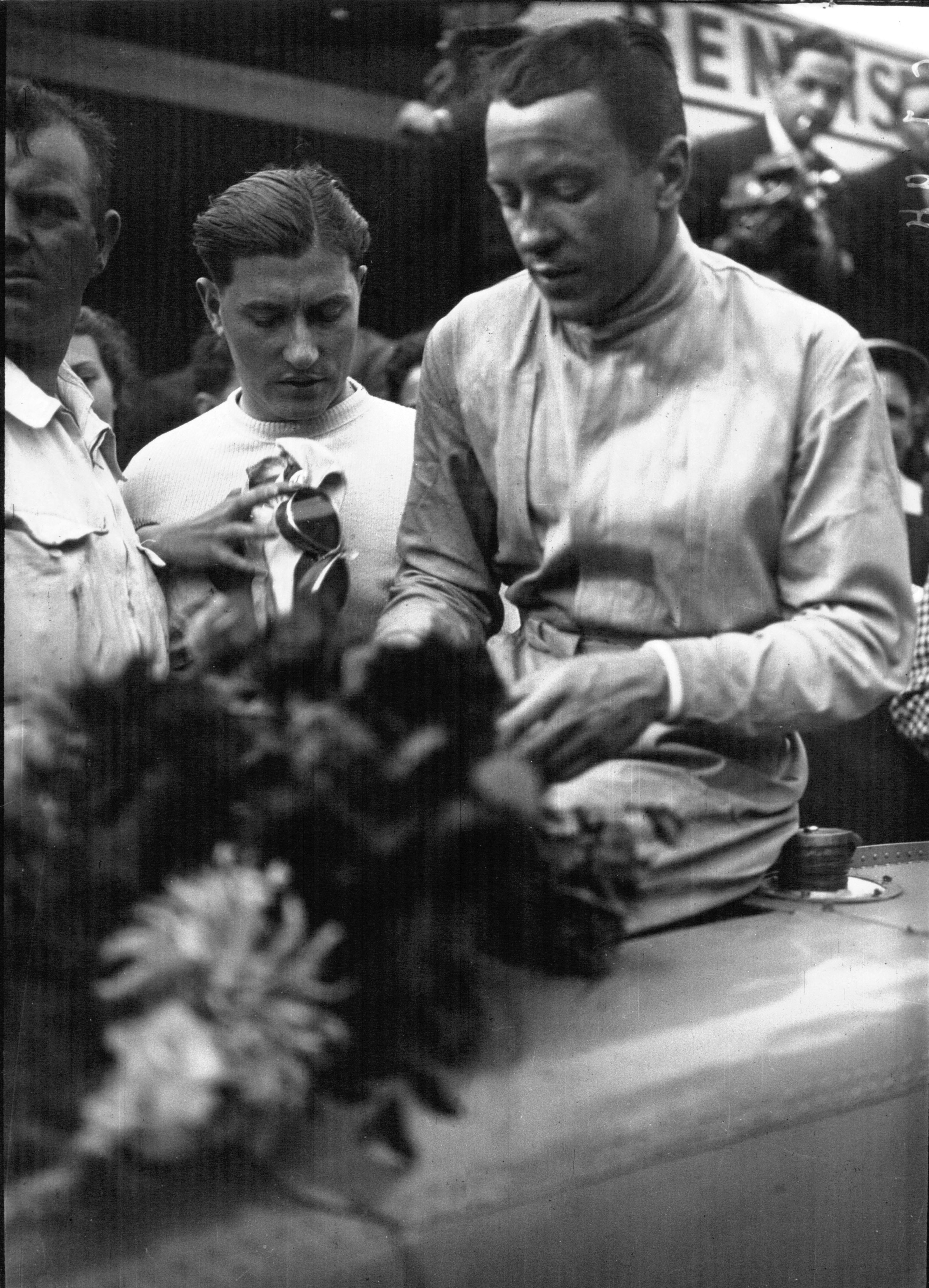
Jean-Pierre Wimille wint de Grand Prix van Deauville 1936

Jean-Pierre Wimille (Parijs, 26 februari 1908 - Buenos Aires, Argentinië, 28 januari 1949) was een Frans autocoureur en lid van de Résistance in de Tweede Wereldoorlog.

## Carrière
Wimille was 22 jaar oud toen hij zijn Grand Prix-debuut maakte in een Bugatti 37A in de Grand Prix van Frankrijk 1930.
In een Bugatti 51 won hij in 1932 de Grand Prix van Oran en de Grand Prix van Lorraine. In 1934 won hij de Grand Prix van Algerije in een Bugatti 59 en in 1936 won hij voor het eerst zijn thuisrace, de Grand Prix van Frankrijk.
In hetzelfde jaar won Wimille de Grand Prix van Deauville, een race die werd gehouden op de straten van de stad. In zijn Bugatti 59 won hij in een race waarin Raymond Chambost en Marcel Lehoux overleden in verschillende ongelukken. Van de 16 auto's die startten, haalden slechts drie auto's de finish.
In 1936 werd hij tweede in de Vanderbilt Cup achter Tazio Nuvolari. Hij nam ook deel aan 24 uur van Le Mans-races, waarbij hij voor Bugatti in 1937 en 1939 won.
In de Tweede Wereldoorlog gingen Wimille en zijn racecollega's Robert Benoist en William Grover-Williams bij de Special Operations Executive die de Résistance hielp. Van deze drie coureurs overleefde alleen Wimille dit.
Jean-Pierre Wimille was getrouwd met Christiane de la Fressange met wie hij in 1946 één zoon kreeg, François. Na de oorlog werd hij de eerste coureur voor het Alfa Romeo-team in de Alfetta 159 tussen 1946 en 1948, waar hij verschillende races won, inclusief zijn thuisrace in 1948. Wimille overleed op 40-jarige leeftijd in een Simca-Gordini tijdens trainingsritten van de Grand Prix van Buenos Aires 1949. Hij is begraven in de Cimetière de Passy in Parijs. Op het metrostation Porte Dauphine staat een gedenkteken voor hem.
1. ↑  archives de Paris.